# Завод суперфосфату у Біркенгеді (Wallaroo-Mount Lyell)
Завод суперфосфату в Біркенгеді (Wallaroo-Mount Lyell) — колишній виробничий майданчик, що діяв у індустріально-портовій зоні в північній частині міста Аделаїда та належав компанії Wallaroo-Mount Lyell Fertilisers.
У другій половині 1900-х компанія Mount Lyell Mining and Railway Company, в основі бізнесу якої лежала гірничодобувна діяльність на Тасманії, узялась за виробництво фосфорного добрива — суперфосфату, для чого запустила заводи у Ярравіллі (штат Вікторія) та Біркенгеді (штат Південна Австралія). Перевагою обох майданчиків було те, що вони продукували сульфатну кислоту (дією якої на фосфорити й отримують суперфосфат) з використання піритів, видобутих самою Mount Lyell на руднику Маунт-Лаєлл.
Завод у Біркенгеді почав роботу в 1908 році, а вже у 1913-му цей актив об'єднали з суперфосфатним заводом компанії Wallaroo Phosphate зі створенням Wallaroo-Mount Lyell Fertilisers. Об'єднана компанія посіла провідні позиції на ринку Південної Австралії, свідченням чого стали умови укладеної за кілька років угоди про розподіл ринку з Adelaide Chemical and Fertiliser Company (мала суперфосфатні заводи в Торренсвіллі та Порт-Аделаїді), що діяла до початку 1930-х років. Втім, з середині 1920-х конкуренцію сторонам угоди почала створювати Cresco Fertilizers, яка випускала суперфосфат в Порт-Лінкольні, Валлару та Біркенгеді.
В 1955-му Wallaroo-Mount Lyell Fertilisers у спілці з іншими виробниками запустила завод сульфатної кислоти Ларгс-Норт, що знаходився в районі Біркенгем-Нортс та допоміг впоратись з дефіцитом сірчаної сировини (та відповідно сульфатної кислоти).
У 1965-му унаслідок злиття Wallaroo-Mount Lyell Fertilisers із Adelaide Chemical and Fertiliser виникла компанія Adelaide & Wallaroo Fertilizers Limited, яка вже на початку 1970-х поглинула Cresco Fertilizers. Таким чином, усі суперфосфатні заводи Південної Австралії опинились в одних руках, що дало змогу оптимізувати розміщення виробництва.